# Stråvalla socken
Stråvalla socken i Halland ingick i Viske härad, ingår sedan 1971 i Varbergs kommun och motsvarar från 2016 Stråvalla distrikt.
Socknens areal är 15,43 kvadratkilometer, varav 15,34 land. År 2000 fanns här 545 invånare. Kyrkbyn Stråvalla med sockenkyrkan Stråvalla kyrka ligger i socknen.  

## Administrativ historik
Stråvalla socken har medeltida ursprung.
Vid kommunreformen 1862 övergick socknens ansvar för de kyrkliga frågorna till Stråvalla församling och för de borgerliga frågorna till Stråvalla landskommun.  Landskommunen inkorporerades 1952 i Värö landskommun som 1971 uppgick i Varbergs kommun. Församlingen uppgick 2014 i Värö-Stråvalla församling.
1 januari 2016 inrättades distriktet Stråvalla, med samma omfattning som församlingen hade 1999/2000. 
Socknen har tillhört fögderier och domsagor enligt Viske härad. De indelta båtsmännen tillhörde Norra Hallands första båtsmanskompani.

## Geografi
Stråvalla socken ligger vid kusten mellan Varberg och Kungsbacka vid Vendelsöfjorden och kring Loftaån. Socknen består av begränsad dalbygd med bergshöjder och skog däromkring.

## Historia

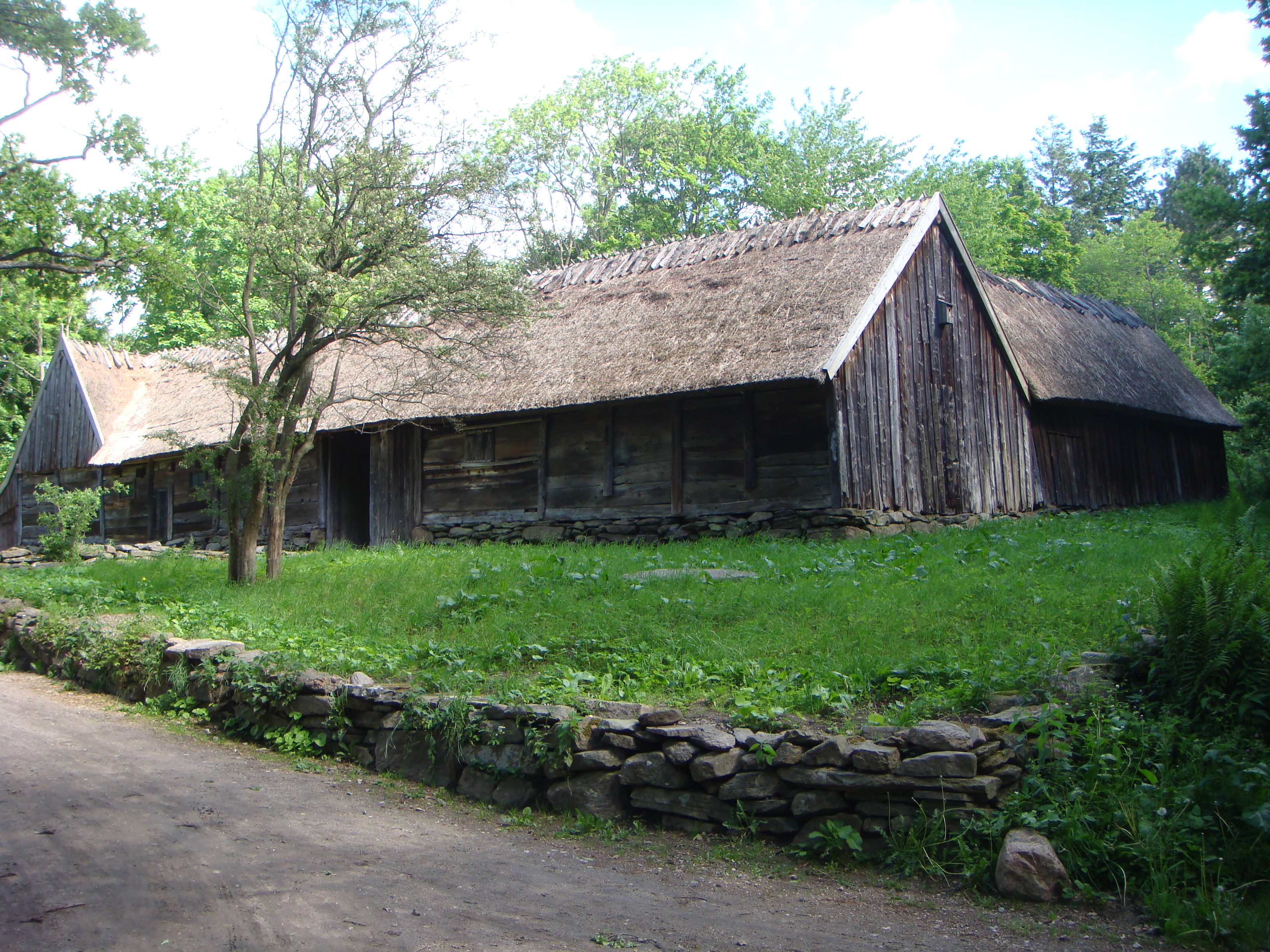
Hallandsgården på Frilandsmuseet

En gård från Stråvalla finns på Frilandsmuseet i Köpenhamn.

### Fornlämningar
Från stenåldern finns boplatser och från bronsåldern flera gravrösen. Från järnåldern finns enstaka gravar.

## Namnet
Namnet (1536 Stravold) kommer från kyrkbyn. Förleden innehåller ånamnet Ströan (Stra), den å som rinner genom byn. Efterleden är vall, 'slät, gräsbevuxen mark'.

## Befolkningsutveckling
| Befolkningsutvecklingen i Stråvalla socken 1750–1990                                                    | Befolkningsutvecklingen i Stråvalla socken 1750–1990 | Befolkningsutvecklingen i Stråvalla socken 1750–1990 | Befolkningsutvecklingen i Stråvalla socken 1750–1990 | Befolkningsutvecklingen i Stråvalla socken 1750–1990 |
| --- | ---------------------------------------------------- | ---------------------------------------------------- | ---------------------------------------------------- | ---------------------------------------------------- |
| |                                                      |                                                      |                                                      |                                                      |
| År |                                                      |                                                      | Folkmängd                                            |                                                      |
| 1750 | 1750                                                 |                                                      | 261                                                  |                                                      |
| 1760 | 1760                                                 |                                                      | 278                                                  |                                                      |
| 1769 | 1769                                                 |                                                      | 306                                                  |                                                      |
| 1780 | 1780                                                 |                                                      | 305                                                  |                                                      |
| 1790 | 1790                                                 |                                                      | 284                                                  |                                                      |
| 1800 | 1800                                                 |                                                      | 302                                                  |                                                      |
| 1810 | 1810                                                 |                                                      | 325                                                  |                                                      |
| 1820 | 1820                                                 |                                                      | 368                                                  |                                                      |
| 1830 | 1830                                                 |                                                      | 377                                                  |                                                      |
| 1840 | 1840                                                 |                                                      | 402                                                  |                                                      |
| 1850 | 1850                                                 |                                                      | 447                                                  |                                                      |
| 1860 | 1860                                                 |                                                      | 437                                                  |                                                      |
| 1870 | 1870                                                 |                                                      | 417                                                  |                                                      |
| 1880 | 1880                                                 |                                                      | 430                                                  |                                                      |
| 1890 | 1890                                                 |                                                      | 422                                                  |                                                      |
| 1900 | 1900                                                 |                                                      | 345                                                  |                                                      |
| 1910 | 1910                                                 |                                                      | 293                                                  |                                                      |
| 1920 | 1920                                                 |                                                      | 276                                                  |                                                      |
| 1930 | 1930                                                 |                                                      | 294                                                  |                                                      |
| 1940 | 1940                                                 |                                                      | 275                                                  |                                                      |
| 1950 | 1950                                                 |                                                      | 269                                                  |                                                      |
| 1960 | 1960                                                 |                                                      | 246                                                  |                                                      |
| 1970 | 1970                                                 |                                                      | 281                                                  |                                                      |
| 1980 | 1980                                                 |                                                      | 346                                                  |                                                      |
| 1990 | 1990                                                 |                                                      | 461                                                  |                                                      |
| Anm: Källor: Umeå universitet - Tabellverket 1749-1859, Demografiska databasen, CEDAR, Umeå universitet |                                                      |                                                      |                                                      |                                                      |